# Tamás Lőrincz
Tamás Lőrincz (født 20. december 1986) er en ungarsk bryder, med speciale i den græsk-romerske stil. 
Han repræsenterede sit land ved sommer-OL 2012 i London, hvor han tog sølv i 66-kilosklassen.
Under sommer-OL 2020 i Tokyo, som blev afholdt i 2021, vandt han guld.